# Den enda ringen

Härskarringen.

Den enda ringen (engelska: The One Ring), även känd som Maktens ring, Härskarringen eller Isildurs Bane, är ett fiktivt magiskt föremål som spelar en nyckelroll i böckerna om Sagan om ringen av J.R.R Tolkien. Den smiddes under andra åldern av Sauron i berget Orodruin och är den mäktigaste av maktens ringar. I ringen smidde Sauron in all sin makt och illvilja. Den styr över de nio människoringarna och de sju dvärgringarna. Alvernas ringar vidrördes dock aldrig av Sauron och han har därför ingen makt över dessa. I och med att en del av honom själv finns inom ringen blir Sauron slutgiltigt besegrad när ringen förstörs i slutet av trilogin.
Ringen höggs av Saurons finger av Elendils son Isildur under den sista alliansens krig. Den hamnade i floden Anduins vatten efter Isildurs död i Katastrofen vid Glitterfälten och hittades efter en lång tid av Déagol. Hans kusin Sméagol fascinerades så mycket av ringen att han mördade Déagol för att själv komma över den. Sméagol fördärvades av dess makt, samtidigt som den gav honom ett onaturligt långt liv. Sméagol, i sin tur, förlorade den till Bilbo Bagger. Från Bilbo gick den i arv till hans brorson Frodo, som fick reda på dess ursprung och sändes, med ringens brödraskap, att resa till Mordor för att förgöra den en gång för alla.

## Utseende
Ringen liknade en idealiskt geometriskt cirkel av rent guld, och dess perfektion och klarhet var en del av dess trollmakt. Trots att ringen var gjord av enkelt guld var ringen nästan helt immun mot skador och kunde endast förstöras genom att kasta in den i det vulkaniska berget Orodruin, där den ursprungligen hade skapats. Till skillnad från de mindre ringarna bar den ingen pärla. Den verkar ha förmågan att utvidga och förbinda sig för att kunna passa sin bärares finger eller glida ifrån den med vilje. Dess identitet kan fastställas genom ett enkelt (men föga känt) experiment: om ringen läggs i en brasa så kommer lysande skrivtecken att framträda längs dess in- och utsida. Skriften är en inskription skriven med det alviska skriftsystemet tengwar, men själva texten är skriven på Mordors svarta språk, och citerar två rader ur den längre ringversen:
Ash nazg durbatulûk, ash nazg gimbatul,
Ash nazg thrakatulûk agh burzum-ishi krimpatul.
De två svenska översättningarna lyder:
| Åke Ohlmarks tolkning                                                                            | Lotta Olssons och Erik Anderssons tolkning                                               |
| ------------------------------------------------------------------------------------------------ | ---------------------------------------------------------------------------------------- |
| En ring att sämja dem, en ring att främja dem, en ring att djupt i mörkrets vida riken tämja dem | En ring att styra dem, en ring att se dem, en ring att fånga dem och till mörkret ge dem |

Dessa ord hörde alverna när Sauron trädde härskarringen på sitt finger.

## Folksånger om Ringen
| ” | Tre ringar för älvkungarnas makt högt i det blå, sju för dvärgarnas furstar i salarna av sten, nio för de dödliga som köttets väg ska gå, en för Mörkrets herre i ondskans dunkla sken i Mordorslandets hisnande gruva. En ring att sämja dem, en ring att främja dem, en ring att djupt i mörkrets vida riken tämja dem - i Mordors land, där skuggorna ruva. | „ |

| ” | Ringar tre skall alver se, under himlens rand, sju för dvärgarnas härskare, som djupt i berget bor, nio för människor som döden tar omhand, en för Mörkrets herre, på mörka tronen stor, i Mordor, i skuggornas land. En ring att styra dem, en ring att se dem, en ring att fånga dem och till mörkret ge dem, i Mordor, i skuggornas land. | „ |

## Effekter
När en person sätter på sig Ringen kommer personen att delvis bli ”förflyttad” från den fysiska världen till den andliga världen. I den andliga världen, om personen skulle ha förmågan att medvetet dämpa Ringens vilja med sin egen, kunde personen teoretiskt utöva alla de krafter som Sauron hade innan han förlorade sin ring och ha tillräckligt med makt att kunna styra och förslava andras vilja. En bieffekt från Ringen var att den gjorde så att bäraren endast kunde urskiljas i starkt solljus och då endast som ett svagt skimmer för alla fysiska varelsers ögon (men mycket synlig för andliga varelsers ögon, som Nazgûls), försvagade bärarens synförmåga och skärpte hans hörsel. Denna så kallade ”skuggvärld” var Ringvålnadernas värld som de tvingades att leva i för all framtid, men det var också en värld där Calaquendi (Ljusets alver) hade stor makt: det var därför som alven Glorfindel kunde stå emot Häxmästarens makt i slaget vid Fornost och senare igen mot Ringvålnaderna vid Bruinens vad nära Vattnadal.
En del av Ringens egenskap var att den sakta men oundvikligen skadade bäraren. Huruvida detta var särskilt utformat i Ringens magi eller om det helt enkelt var en artefakt av dess onda ursprung, är okänt. (Sauron kunde förväntas att förse sin Ring med en sådan egenskap, men att han hade förmodligen aldrig avsett någon annan än sig själv att bära den. Det kan vara en bieffekt av den del av Saurons vilja som ligger inom Ringen, vilket påverkar bäraren.) Av denna anledning vägrade de vise (Gandalf, Elrond och Galadriel) att använda den till sitt eget försvar, utan i stället ville de att Ringen skulle förstöras. Det verkar som om hober (som är mer renhjärtade än människor, men oerhört mindre kraftfulla än alverna) nästan helt kunde stå emot Ringens förföriska makt, vilket klargör hur Frodo och Bilbo kunde bära Ringen under en lång period utan allvarliga bieffekter. Inte ens Gollum hade förvandlats till en Ringvålnad, trots att han hade burit Ringen i över 500 år.
Den gåtfulla individen Tom Bombadill var opåverkad av Ringens makt, eller snarare hade Ringen inte någon effekt alls på honom. När Frodo besökte Toms hem ville Tom prova att ta på sig Ringen, men ingenting hände med honom. När han tog av sig den och knipsade till den så att den skruvade i luften, försvann plötsligt Ringen i tomma intet, vilket visar att inom sitt eget rike var Tom herre. När Frodo satte på sig Ringen kunde Tom fortfarande se honom. Tom Bombadill kan därför tolkas ha samma krafter som Sauron.